# 寄居町 (栃木市)
寄居町（よりいまち）は、栃木県栃木市の町名。郵便番号は328-0005。
　

## 地理
栃木市の東部、国府地区の南部に位置し、南は小山市と接している。北部を東西に小金井街道（栃木県道44号栃木二宮線）が通過する。
隣接する地名
- 東 - 田村町
- 西 - 大宮町
- 南 - 久保田町・小山市大本
- 北 - 国府町

## 歴史
沿革
- 1889年（明治22年）4月1日 - 町村制施行により、栃木県下都賀郡寄居村が惣社村、柳原新田、大光寺村、田村、国府村、大塚村と合併し国府村が成立、国府村寄居となる。
- 1957年（昭和32年）3月31日 - 国府村が栃木市に編入され、栃木市寄居町となる。

## 世帯数と人口
2017年（平成29年）8月31日現在の世帯数と人口は以下の通りである。
| 町丁   | 世帯数  | 人口  |
| ------ | ------- | ----- |
| 寄居町 | 120世帯 | 343人 |

## 施設
教育
- 栃木市立国府南小学校

商業
- 国府工芸品センター

## 交通

### 道路
主要地方道
- 栃木県道44号栃木二宮線（小金井街道）

一般県道
- 栃木県道296号小山都賀線

## 小・中学校の学区
市立小・中学校に通う場合、学区は以下の通りとなる。
| 番地 | 小学校               | 中学校             |
| ---- | -------------------- | ------------------ |
| 全域 | 栃木市立国府南小学校 | 栃木市立東陽中学校 |